# 玉带门站
玉带门站是一个京广附属线上一个已关闭的铁路货运车站，位于湖北省武汉市硚口区站邻街47号，站址中心位于京广铁路K1195+167处。车站始建于1897年，1898年底竣工。1996年停用并拆除。今该站原址修有武汉轨道交通1号线硚口路车场。

## 历史

### 初建

#### 京汉铁路端点站

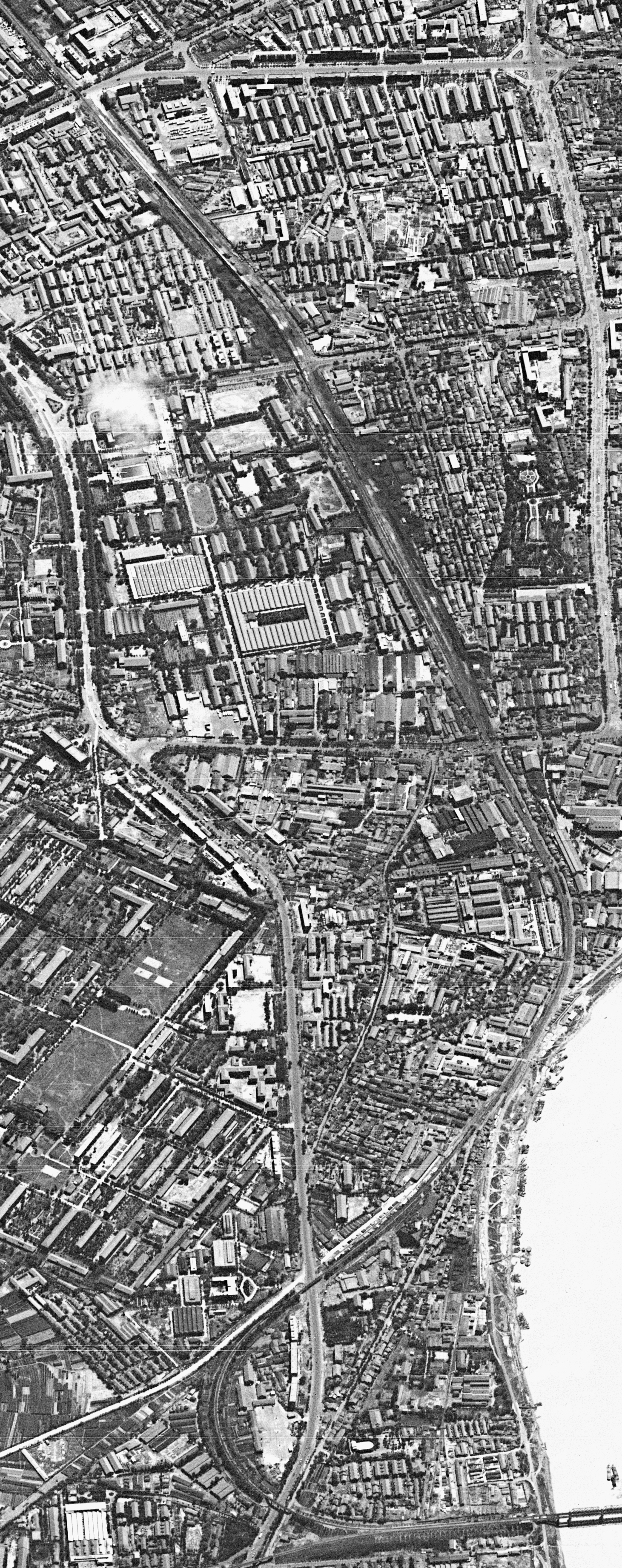
美国利用日冕计划所拍摄的玉带门站附近区域全图（1967年），然彼时尚无汉水桥线路所

1898年底，该站竣工，当时股道计3条、旅客站台1座，定为二等站。原计划中，京汉铁路的终点站为江岸车站，终点位于汉口城垣的通济门处。然因江岸站位于汉口东北部的刘家庙，若依照该计划，则不论是对各国租界抑或是华埠，客货交通皆颇为不便。为交通之方便，便在宗关选定一地建造车站，此即为玉带门站。作为京汉铁路汉口端的终点，该站虽体量不大，但因汉口四站（本站、日后建成的循礼门站、大智门站、江岸站）中唯独该站完全处于华埠，故对于汉口华埠的居民的出行则尤为重要。

#### 川汉铁路端点站
川汉铁路始建时，汉口至宜昌间汉宜铁路的线路原计划是：自汉口为起点，途径沙市，终到宜昌。然1911年4月清政府向四国借款时，认为汉口至宜昌间土地过于潮湿，不适宜夯筑铁路路基，便将线路起点改为京汉铁路广水站（今广水西站）附近，经由襄阳、荆门，终到宜昌，改称广宜铁路。经过再次勘探，认为广宜计划相比汉宜计划要多修建160km的线路，且广宜计划沿线物产丰饶程度亦不如汉宜。是故又复以汉口为终点，确立以京汉铁路玉带门站为端点站与京汉铁路接续的计划，并在玉带门站附近正式开工。
1914年9月，汉口玉带门站至应城111km区间的川汉铁路一期工程开工。之后，汉口玉带门站至长江埠站区间桥涵设施完工，然因第一次世界大战爆发，负责该工程的德国技师回国，不得已工程中止。尔后至中华人民共和国建国后确立的汉丹铁路工程落实前，除汉西附近部分线路曾在30年代作为专用线走行而短暂铺轨外，汉口玉带门站至长江埠站区间绝大部分处于桥涵完工然未铺轨的状态。

#### 早期历史
京汉铁路汉口段自江岸站南下而来，其首先经过租界的大智门站，再经由租界华埠交界的循礼门，最后才终到玉带门。因此，终到该站的旅客及货物不得不先经过租界附近的大智门站。不同于北京段终点正阳门西站的繁华，循礼门站、玉带门站附近当时尚未发展，一派凋敝，但大智门地处租界附近，十分繁荣，差距可谓天壤之别。此亦被日后中华民国交通部评价为“规划不慎”。
1938年秋，武汉会战爆发。10月26日，玉带门站随汉口一道被日军占领直至1945年汉口光复。1946年3月，属平汉区铁路管理局汉信运输段。1947年，车站重建完成，正式投入运营。1949年8月，属郑州铁路管理局汉口铁路分局。

### 改扩建
1954年，分别在阮家台、皇经堂、仁寿路修建货场，货物线计6条。1957年汉水铁路桥投入使用后，玉带门下行改以一弯道形式与汉水桥相接，变成京广线上的中途站；原路基被汉西站及汉口迂回线（1978年改为京广正线）遮断。汉丹铁路建成后，舵落口上行至汉西区间不再使用旧川汉铁路汉宜区间的路基桥涵，大多原路基在今日成为南泥湾大道。1958年，汉口迂回线完工。1959年6月属武汉铁路局孝感车务段。1963年，属武汉铁路分局直辖。1971年7月，玉带门车务段成立。1973年6月，段址迁往汉阳，改称汉阳车务段，下辖玉带门站。1985年4月，车站停办客运业务。

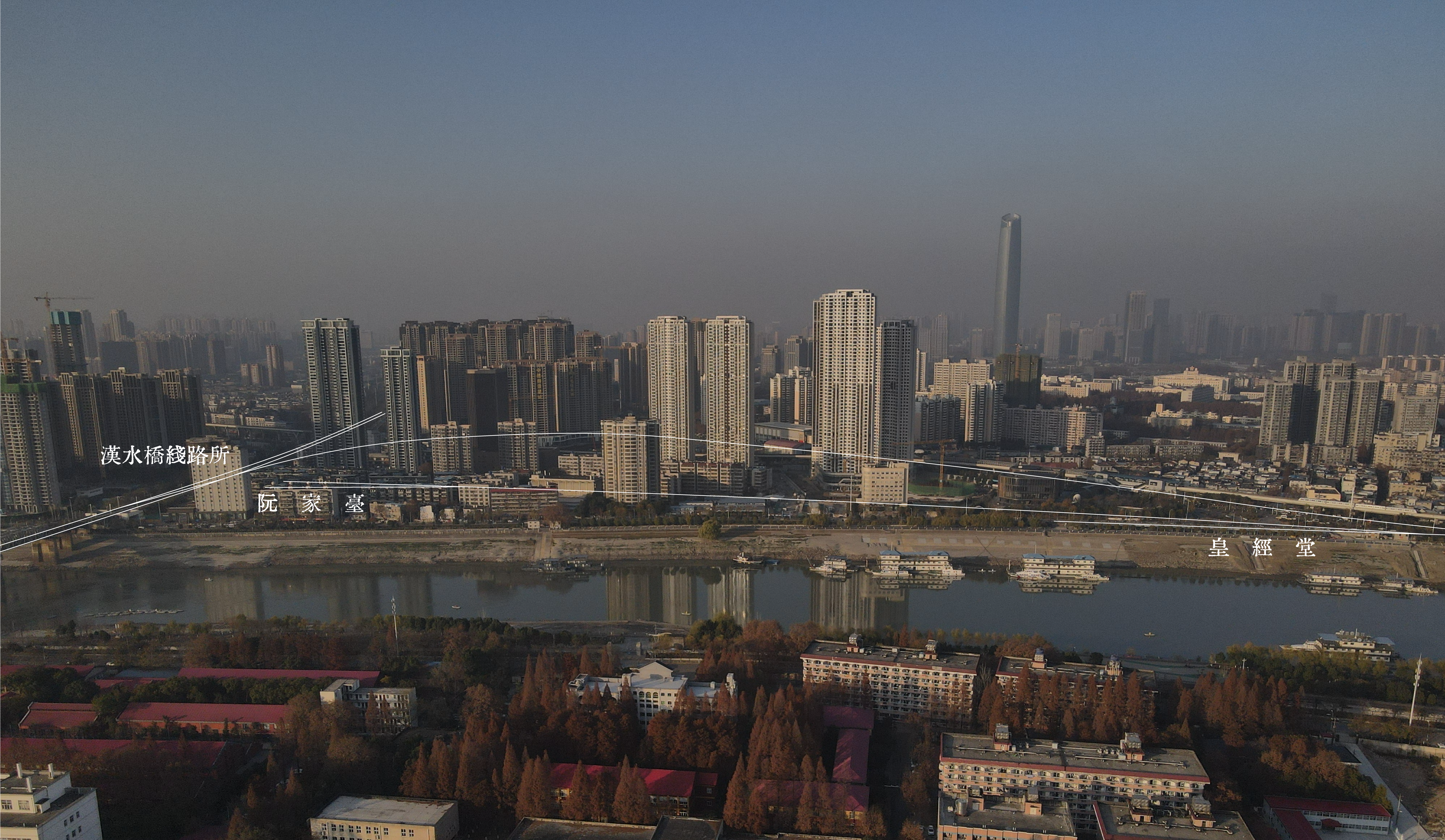
玉帶門站西端京廣大彎道跡地（2021）

截至1990年年末，车站股道计5条（其中正线1条，到发线2条）、货物线2条。阮家台货场有货物线2条、皇经堂货场有货物线1条。仁寿路货场有货物线1条，同时车站及阮家台货场间有走行线1条，行车实行自动闭塞。

### 衰落与拆除
1991年，汉口站自大智门搬迁至金家墩，该站仍作为京广附属线车站而继续使用。1996年，汉口京广附属线废线拆除，该站亦随之关闭拆除。据卫星影像对比，拆除后，在车站原址兴建了武汉轨道交通1号线硚口路车场。

## 站线配置
截至1990年，车站共有4股道，分别为正线1道、到发线2道、阮家台及皇经堂货场走行线1条。设货场4处，分别为站内、阮家台、皇经堂、仁寿路。共计货物线6条，分别为：站内2道，一道在到发场边、一道在站区东北贴着正线路基；阮家台2道；皇经堂1道，并有码头实行水陆联运；仁寿路1道。其中武汉煤建公司在阮家台与皇经堂还设有煤栈。站区有侧式站台1座。据附近居民回忆，在蒸汽机车仍然在大规模使用时，玉带门站设有煤场，居民只需要铲起掉落的煤渣，就能满足日常用煤的需要。

### 水陆联运
由于皇经堂早在清末就设置有码头且建有关卡等航政设施，因此京汉铁路在计划修改后，类似于江岸站与江岸码头，在玉带门站区西南也建设有皇经堂货场支线专供水陆联运。不同于其大智门及江岸的码头面向长江，玉带门皇经堂码头面向汉江，且在1920年代后专门负责小型船舶的联运业务。玉带门站的水陆联运业务一直到车站废止才停止。据地图影像数据，今日旧皇经堂码头仍在被武汉市航港管理局双厂巷站使用。

## 汉水桥线路所

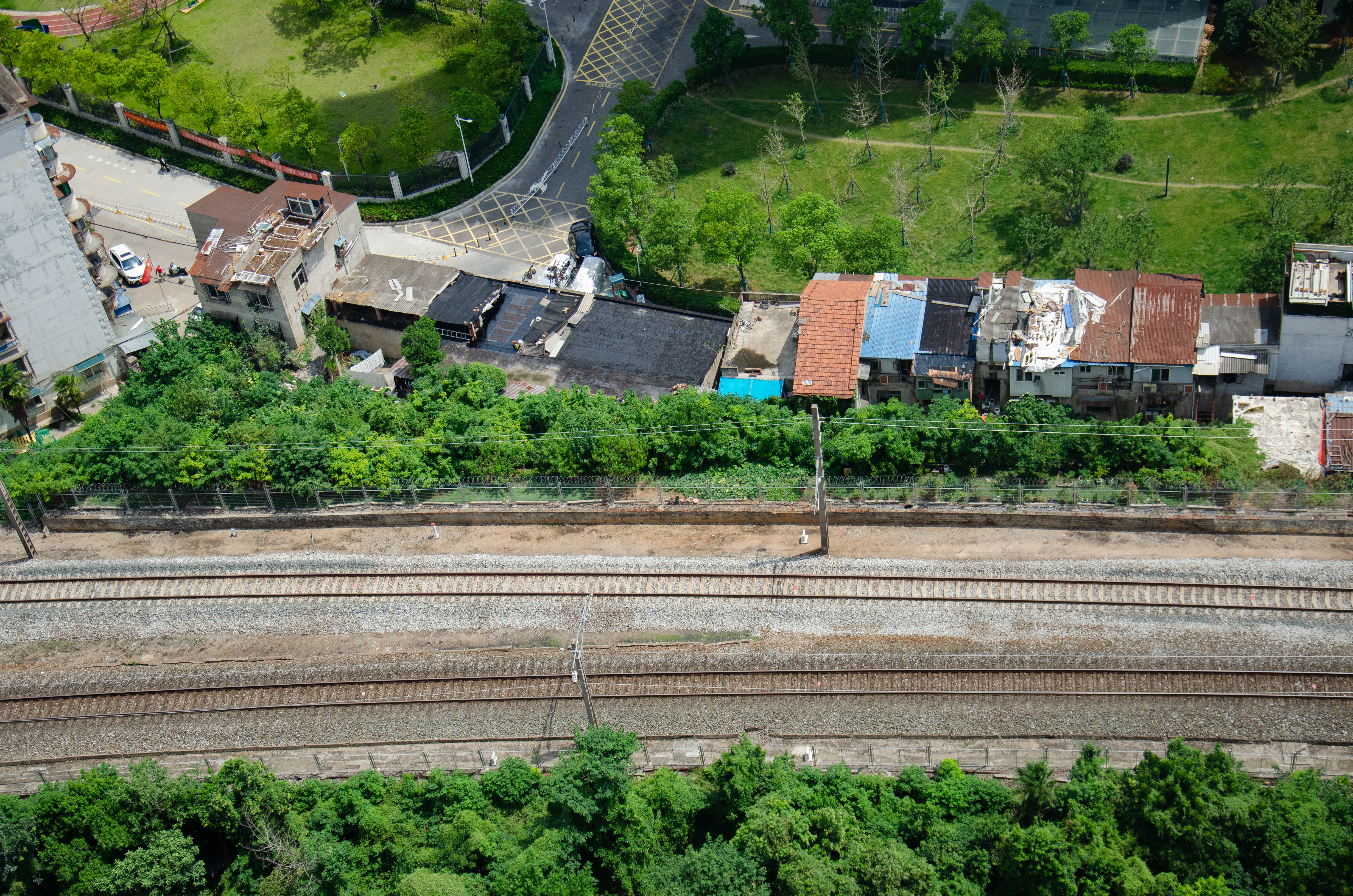
京广附属线自京广正线岔出处路基及汉水桥线路所遗址

汉水桥线路所，或称汉水桥头线路所，是本站下行弯道终点与京广正线（汉口迂回线）相接处设立的线路所，位于京广铁路K1197+855处。该线路所并非是与汉水桥建成同时代的建筑，据历史地图影像显示，自汉口迂回线落成后，拥有两座梁的汉水铁路桥靠西一侧供汉口迂回线走行，靠东一侧供京广正线（后京广附属线）走行，两线在汉水北岸无渡线相接。因此，对于京广铁路上行车辆的经由调度由汉阳站完成。1972年1月，作为武汉铁路枢纽二期工程，全长15.457km的汉口迂回线复线通车，汉水桥的两座梁变为供上行及下行车辆走行。同时设立汉水桥线路所，并在上下行间设置了渡线。1996年，汉水桥线路所随玉带门、循礼门站一道停用。

## 邻近车站
玉带门站下行正线在汉水桥线路所与京广正线会合，上行正线东北接汉口站循礼门货场（循礼门站）。